# 比速度
比速度とは、ポンプや発電用水車などのターボ機械の形式を表すために用いられる物理量であり、機械を相似形で拡大縮小したとき、単位揚程、単位流量を発生するために必要な回転速度である。

## 定義
ポンプに対しては、比速度Ns は次式で定義される：
{\displaystyle N_{\mathrm {s} }=N{\frac {\sqrt {Q}}{H^{\frac {3}{4}}}}}
- Ns ：比速度（min-1, m3/min, m 基準）[1]
- N ：回転速度 [min-1]
- Q ：流量 [m3/min]
- H ：揚程 [m]

水車の場合、流量より出力が重視されるため、次式が用いられる：
{\displaystyle N_{\mathrm {s} }=N{\frac {\sqrt {P}}{H^{\frac {5}{4}}}}}
- Ns ：比速度（min-1, kW, m 基準）[1]
- N ：回転速度 [min-1]
- P ：出力 [kW]
- H ：落差 [m]

## 物理的意味
複数のターボ機械を比較して、以下の条件が成り立つとき、比速度Ns は同じになる：
- 機械の幾何学的形状が相似
- レイノルズ数が一致しており、かつ臨界レイノルズ数以上
- 流量係数が一致
- マッハ数 << 1

このことから、形状はほぼ相似だが大きさが異なる機械同士の性能を比較する際に比速度が用いられる。
ターボポンプやターボ送風機に対しては、その種類によって最高効率点での比速度の値は大体決まっており、以下のようになる。
| 形式   | 比速度Ns (min-1, m3/min, m 基準) |
| ------ | -------------------------------- |
| 遠心型 | 100 - 300                        |
| 斜流型 | 800 - 1000                       |
| 軸流型 | 1200 -                           |

水車の場合は、流量の代わりに出力を用い、以下のようになる。
| 形式                 | 比速度Ns (min-1, kW, m 基準) |
| -------------------- | ---------------------------- |
| 衝動型ペルトン水車   | 8 - 25                       |
| 遠心型フランシス水車 | 50 - 350                     |
| 斜流型デリア水車     | 100 - 350                    |
| 軸流型カプラン水車   | 200 - 900                    |
| 軸流型チューブラ水車 | 500 -                        |

## 導出
ターボ機械に関する相似則を用いると、比速度が機械の大きさによらず一定であることを示すことができる。
流体の種類（具体的には密度）を一定にして、回転速度N と機械の大きさD が異なる2つのターボ機械を考える（一方の変数にプライム記号 ' をつけて区別する）。流量Q は回転速度と大きさの3乗に比例し、揚程H は回転速度の2乗と大きさの2乗に比例するから、以下の関係が成り立つ：
{\displaystyle Q'=Q\left({\frac {N'}{N}}\right)\left({\frac {D'}{D}}\right)^{3},\quad H'=H\left({\frac {N'}{N}}\right)^{2}\left({\frac {D'}{D}}\right)^{2}}
これら2式から、大きさに関する項を消去するために、D '/D について解き等置する：
{\displaystyle {\frac {D'}{D}}=\left({\frac {N'}{N}}\right)^{-{\frac {1}{3}}}\left({\frac {Q'}{Q}}\right)^{\frac {1}{3}}=\left({\frac {N'}{N}}\right)^{-1}\left({\frac {H'}{H}}\right)^{\frac {1}{2}}}
したがって、
{\displaystyle N'{\frac {\sqrt {Q'}}{H'^{\frac {3}{4}}}}=N{\frac {\sqrt {Q}}{H^{\frac {3}{4}}}}=N_{\mathrm {s} }}
を得る。つまり比速度Ns は機械の大きさによらず一定である。

## 無次元数としての比速度
次の無次元比速度ns というものが定義されている：
{\displaystyle n_{\mathrm {s} }=N{\frac {\sqrt {Q}}{(gH)^{3/4}}}}
- N : 回転速度 [s-1]
- Q : 流量 [m3/s]
- g : 重力加速度 [m/s2]
- H : 揚程 [m]

またISOでは、比エネルギーΔE （=gH ）を用いて次式で示す形式数（type number）K を定めている。
{\displaystyle K=2\pi N{\frac {\sqrt {Q}}{\Delta E^{3/4}}}}
バッキンガムのΠ定理に基づく次元解析を考える。ターボ機械に関係する物理量を流量Q 、揚程H 、回転速度N 、羽根径（機械の大きさ）d 、流体密度ρ、流体粘度ηの6つとすると、これらに含まれる次元は長さ（L）、質量（M）、時間（T）の3つなので、6-3=3つの無次元数で運転状態を表せることが分かる。ターボ機械の場合、この3つの無次元数とはレイノルズ数Re、流量係数φおよび揚程係数ψであり、無次元比速度ns はこれらと次の関係がある：
{\displaystyle n_{\mathrm {s} }=\phi ^{1/2}\psi ^{-3/4}}
定義の項で述べた有次元の比速度Ns  は、無次元比速度ns や形式数K をポンプや水車など各用途に応じて使いやすく（しかし本質は変えずに）変形したものに過ぎない。